# Hotel Royale
Hotel Royale (Originaltitel: The Royale) ist die zwölfte Folge der zweiten Staffel der US-amerikanischen Science-Fiction-Fernsehserie Raumschiff Enterprise – Das nächste Jahrhundert. Sie wurde in den Vereinigten Staaten über Syndication vermarktet und erstmals am 27. März 1989 auf verschiedenen Fernsehsendern ausgestrahlt. In Deutschland war sie zum ersten Mal am 13. März 1992 in einer synchronisierten Fassung im ZDF zu sehen.

## Handlung
Im Jahr 2365 bei Sternzeit 42625.4 fliegt die Enterprise zu dem bislang unerforschten Planeten Theta VIII, um einer Meldung über Trümmerteile eines unbekannten Raumschiffs näher nachzugehen. Ein Bruchstück mit Schriftzeichen wird an Bord gebeamt und man kann das Logo der NASA sowie eine amerikanische Flagge mit 52 Sternen identifizieren. Es handelt sich offenbar um die Überreste eines irdischen Raumschiffs aus der Mitte der 21. Jahrhunderts. Die Frage, wie ein Raumschiff dieser Zeit eine so weite Reise unternehmen konnte, stellt die Besatzung der Enterprise vor ein Rätsel.
Der Planet Theta VIII erweist sich als äußerst lebensfeindlich. Seine Oberfläche ist extrem kalt und sturmgepeitscht. An einer Stelle wird jedoch ein Gebäude ausgemacht, um das herum sich eine Blase mit einer atembaren Atmosphäre befindet. Ein Außenteam bestehend aus dem ersten Offizier Will Riker, dem zweiten Offizier Data und dem Sicherheitschef Worf beamt hinunter, um sich die Sache genauer anzusehen. Statt eines kompletten Gebäudes finden sie aber nur eine Drehtür vor. Als sie sie durchqueren, finden sie sich in einem Casino-Hotel im Stil des 20. Jahrhunderts wieder. Es trägt den Namen Hotel Royale und der Assistenzmanager hält das Außenteam für Gäste aus dem Ausland. Während des Check-In werden die Drei Zeugen eines Gesprächs zwischen dem Manager und einem Gepäckträger, der nach einer gewissen Rita fragt, in die er verliebt ist, die aber mit einem Gangster namens Mickey D zusammen ist.
Das Außenteam stellt fest, dass die Funkverbindung zur Enterprise gestört ist und dass die Personen im Hotel zwar keine bloßen Illusionen, aber auch nicht lebendig sind. Data macht die Bekanntschaft eines Texaners und dessen attraktiver, aber recht glücklosen Begleiterin Vanessa. Gemeinsam spielen sie einige Runden Black Jack, wobei sich Data als äußerst geschickt erweist. Riker beschließt, dass es nun Zeit ist, zur Enterprise zurückzukehren, doch es erweist sich als unmöglich, das Hotel durch die Drehtür wieder zu verlassen. Da es keinen anderen Ausgang gibt, ist das Außenteam offenbar gefangen.
Der Gepäckträger nimmt eine Waffe an sich, in der Absicht, Mickey D zu zwingen, Rita in Ruhe zu lassen. Auf der Enterprise hat Chefingenieur La Forge inzwischen einen Weg gefunden, die Funkverbindung wiederherzustellen, und das Außenteam erstattet Bericht. Kurz darauf registriert Data menschliche DNS in einem der oberen Stockwerke des Hotels. Das Außenteam begibt sich in das entsprechende Zimmer und findet dort einen mumifizierten Leichnam vor. Durch seine Habseligkeiten kann der Tote als Colonel Stephen Richey identifiziert werden. Er war der Kommandant des Raumschiffs Charybdis, das 2037 aufbrach, um das Sonnensystem zu verlassen. Der Kontakt brach jedoch ab und das Schiff galt als verloren. Im Zimmer werden außerdem ein Roman mit dem Titel Hotel Royale und ein Tagebuch mit nur einem Eintrag gefunden. Aus letzterem geht hervor, dass die Besatzung der Charybdis von außerirdischen Wesen mit einem Erreger infiziert wurde, an dem alle außer Richey starben. Wohl aus einer Art Schuldgefühl heraus retteten die Wesen Richey und erschufen für ihn eine künstliche Umgebung, die sie auf der Grundlage des Romans Hotel Royale gestalteten, der sich in der Schiffsbibliothek befand. Sie gingen wohl irrtümlich davon aus, dass er eine idealtypische menschliche Lebensweise darstellt. Tatsächlich handelte es sich jedoch um eine äußerst schlechte Geschichte und sie immer wieder zu durchleben, wurde zu einer Qual für Richey. Nach 38 Jahren starb er schließlich eines natürlichen Todes. Der letzte Eintrag seines Tagebuches lautet: „Wenn der Tod kommt, werde ich ihn begrüßen“.
Data macht sich mit dem Inhalt des Romans vertraut und auf der Enterprise tut Captain Picard das gleiche. Das Außenteam versucht weiter vergeblich, das Hotel zu verlassen. Plötzlich taucht Mickey D auf und erschießt den Gepäckträger. Anschließend verschwindet er wieder durch die Drehtür. Picard ist von der Meldung über diesen Vorfall nicht überrascht, denn der Mord wird exakt so im Roman beschrieben. Riker kommt nun die Idee, dass man das Hotel vielleicht verlassen könnte, wenn man die Geschichte des Romans wie vorgesehen bis zum Ende mitspielt. Picard erklärt ihm, dass der Roman damit endet, dass das Hotel für 12,5 Millionen Dollar von ausländischen Investoren gekauft wird. Riker beschließt, dass er, Data und Worf diese Rolle einnehmen werden. Sie beschließen, im Casino genug Geld zu gewinnen, um das Hotel zu kaufen. Sie begeben sich an einen Craps-Tisch, wo Data zunächst die schlecht ausbalancierten Würfel zurechtrückt. Anschließend gelingt ihm unter dem Beifall des Texaners und Vanessas ein Gewinn nach dem Anderen. Schließlich hat Data deutlich mehr als den erforderlichen Betrag gewonnen. Um ihrer Rolle im Roman gerecht zu werden, verteilt Riker großzügige Geschenke an die Angestellten und kauft schließlich mit dem Rest das Hotel. Die Geschichte ist damit zu Ende. Die Leitung des Hotels wird dem Manager überlassen und das Außenteam kann nun endlich durch die Drehtür nach draußen gehen und auf die Enterprise zurückkehren.

## Besonderheiten

### Verbindungen zu anderen Star-Trek-Produktionen
In Folge 2.02 (Kayshon, seine Augen offen) der animierten Serie Star Trek: Lower Decks aus dem Jahr 2021 ist erneut eine Ausgabe des Romans Hotel Royale zu sehen.

### Sonstiges
Der Roman Hotel Royale beginnt mit den Worten „It was a dark and stormy night“ („Es war eine dunkle und stürmische Nacht“). Dieser Satz wurde durch Edward Bulwer-Lyttons 1830 erschienenen Roman Paul Clifford bekannt. Durch seine häufige Übernahme in anderen Werken wurde der Satz im englischen Sprachraum zum Inbegriff eines schwülstigen, melodramatischen Schreibstils.

Das sogenannte „Worm“-Logo der NASA

 Das in der Folge verwendete NASA-Logo (das sogenannte „Worm“-Logo) wurde 1992 durch ein anderes (das sogenannte „Meatball“-Logo) ersetzt, seit 2020 wird es allerdings wieder als Alternativlogo verwendet.
In Hotel Royale werden einige physikalisch unmögliche Angaben gemacht. La Forge gibt die Oberflächentemperatur von Theta VIII mit −291 °C an; dieser Wert liegt allerdings unterhalb des absoluten Nullpunkts von −273,15 °C. Auf einem Bildschirmtext wird das Alter des Planeten zudem mit 72 Milliarden Jahren angegeben, was etwa dem fünffachen Alter des Universums (13,8 Milliarden Jahre) entspricht.
An einigen Stellen wurde die Folge inzwischen von der Realität überholt. Picard erwähnt, dass Fermats letzter Satz im 24. Jahrhundert immer noch ein ungelöstes mathematisches Problem sei. Tatsächlich konnten Andrew Wiles und Richard Taylor 1994 einen Beweis für den Satz erbringen.

## Produktion

### Drehbuch
Das Drehbuch zu dieser Folge wurde von Tracy Tormé geschrieben, aber von Maurice Hurley stark überarbeitet. Tormés ursprünglicher Entwurf trug den Titel The Blue Moon und sollte wie folgt gestaltet werden: Data sollte mit dem Tricorder feststellen, dass keiner der Anwesenden lebendig ist, jedoch das Lebenszeichen eines einzelnen Menschen empfangen. Das Außenteam findet den Astronauten, der aus dem 20. Jahrhundert stammt und sich an nichts erinnern kann, außer, dass seine Mission fehlgeschlagen ist und er seitdem jeden Tag Gast im Hotel ist. Das Außenteam versucht mit dem Hotel-Manager Kontakt aufzunehmen, der das Team gerne einlädt, im Hotel zu bleiben, damit der Astronaut nicht mehr so einsam ist. Hierauf erst entdecken sie das Buch und erfahren, dass der Manager ein Außerirdischer ist, der das Astronauten-Team retten wollte. Lediglich der Geist eines Astronauten hatte überlebt. Die Körper der Astronauten befinden sich auf einem Friedhof, den das Außenteam besichtigt. Ein weibliches Redshirt, das bei der Ankunft getötet wurde, ist inzwischen ebenso als Geist im Hotel untergebracht. Sie bleibt im Hotel, während die restlichen Mitglieder des Außenteams zur Enterprise zurückkehren. Es folgten zwei Varianten: Einmal sollte der Geist der Frau das Hotel verlassen können, aber freiwillig beim Astronauten bleiben. Die zweite Variante sah vor, dass der Astronaut lebt, jedoch das Hotel nicht verlassen wollte.
Viele Handlungselemente in Tormés Entwurf erinnerten Hurley zu sehr an die Folge Epigonen der Vorgängerserie Raumschiff Enterprise, da in beiden Fällen außerirdische Wesen eine Umgebung auf der Grundlage eines Buches erschaffen und da in beiden Geschichten Gangster vorkommen. Durch die Umarbeitung fielen schließlich auch die vielen surrealen Elemente weg, die Tormé in die Geschichte einbauen wollte. Tormé war mit der Überarbeitung so unzufrieden, dass er sich als Drehbuchautor in den Credits der Folge nur unter seinem Pseudonym Keith Mills nennen ließ. Unter seinem echten Namen wird er in den Credits als „kreativer Berater“ genannt. Tormé schrieb später noch das Drehbuch für Folge 2.19 (Andere Sterne, andere Sitten), ebenfalls unter Pseudonym, und verließ die Serie zum Ende der zweiten Staffel.
Die Idee, dass Data die Würfel „repariert“, um seine Gewinnchancen zu erhöhen, wurde aus dem Fernsehfilm Ein Computer wird gejagt von 1974 übernommen, für den Star-Trek-Schöpfer Gene Roddenberry das Drehbuch schrieb.
Doktor Pulaski gab in einer der ursprünglichen Drehbuchvarianten den an McCoy angelehnten Satz wider: „Ich bin Ärztin, keine Zauberin.“

### Darsteller
Jill Jacobson, Darstellerin von Vanessa, spielte auch Chalan Aroya in Folge 4.26 (Das Urteil) von Star Trek: Deep Space Nine.

### Kostüme und Requisiten

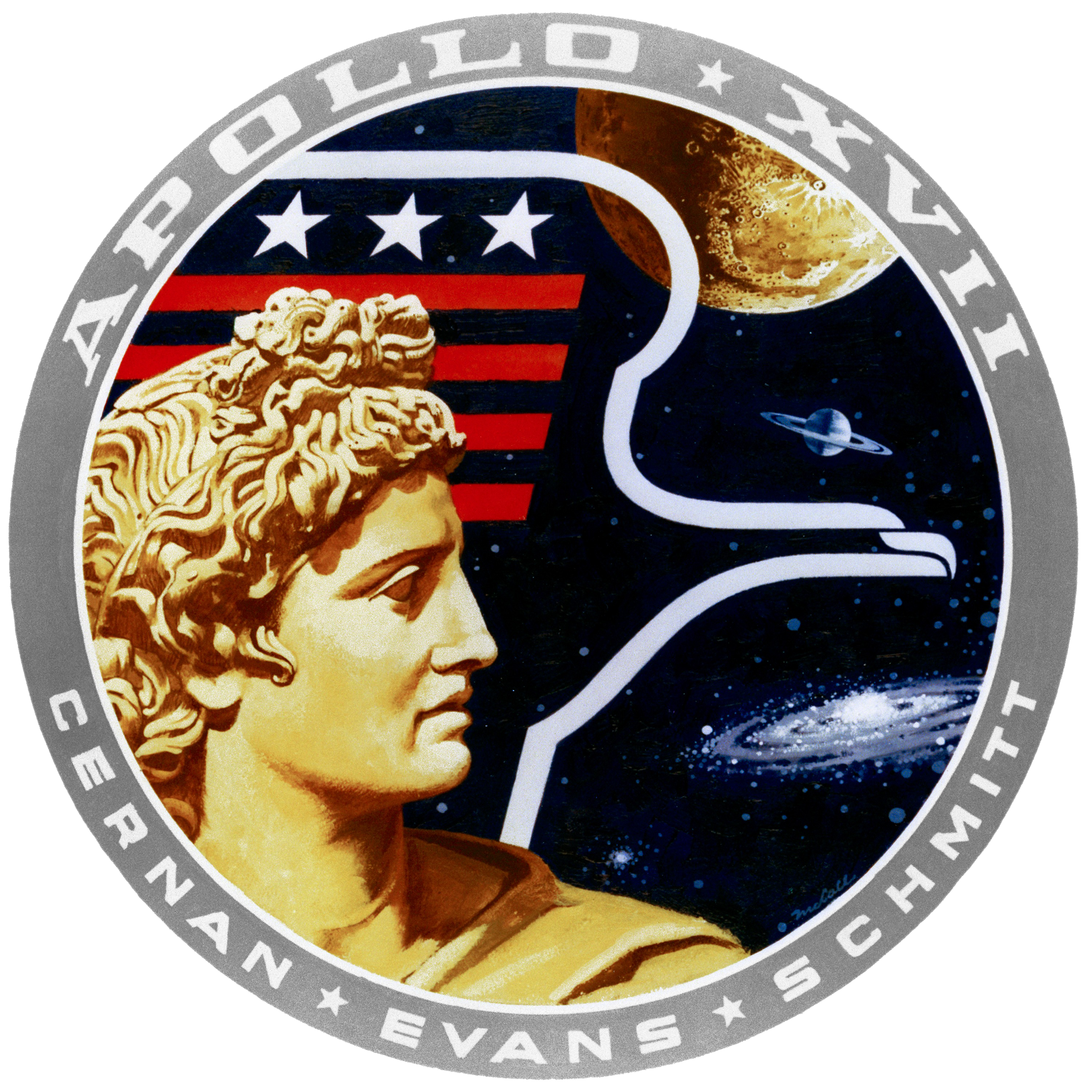
Missionsabzeichen von Apollo 17

Bei dem Missionsabzeichen auf Richeys Anzug handelt es sich um das Abzeichen der Apollo-17-Mission, bei dem lediglich das Wort „Apollo“ entfernt wurde. Für die Remastered Version der Folge wurde das Abzeichen überarbeitet. „Apollo XVII“ wurde durch „Charybdis · NASA“ ersetzt, die Namen der drei Astronauten Cernan, Evans und Schmitt durch den Schriftzug „First beyond the solar system“.
Die amerikanische Flagge auf dem Trümmerteil der Charybdis stellt eine recht unübliche Variante dar. Die Gösch scheint zu klein geraten, denn sie ruht auf dem vierten roten Streifen. Normalerweise ruht sie jedoch auf dem vierten weißen Streifen – unabhängig davon, wie viele Sterne die Gösch zeigt.

## Rezeption
Keith DeCandido bewertete Hotel Royale 2011 auf tor.com zwar nur als durchschnittliche Folge von Raumschiff Enterprise – Das nächste Jahrhundert, gestand aber, dass er persönlich sie aufgrund ihrer gewollten Kitschigkeit sehr mag. Picards leidender Gesichtsausdruck, während er sich durch den Roman quält, sei pures Comedy-Gold.
Kayleena Pierce-Bohen führte Hotel Royale 2019 auf screenrant.com in einer Liste der zehn lustigsten Folgen von Raumschiff Enterprise – Das nächste Jahrhundert auf Platz 1.